# وکیل تک
وکیل تک (به انگلیسی: Ace Attorney) یک مجموعه بازی‌های ویدئویی در سبک ماجراجویی درام و حقوقی است که توسط کپ‌کام ساخته شده‌است. اولین نسخه این مجموعه، فینیکس رایت: وکیل تک در سال ۲۰۰۱ منتشر شد؛ از آن زمان، پنج بازی اصلی و اسپین آف‌های مختلف و ریمسترهای با کیفیت بالا برای کنسول‌های نسل جدید نیز منتشر شده‌است. علاوه بر این، این مجموعه اقتباسی در قالب یک فیلم لایو اکشن به نام وکیل تک و یک انیمه به همین نام دریافت کرده و پایه ای برای مجموعه‌های مانگا، سی دی‌های درام رادیویی، تئاتر موزیکال و نمایشنامه بوده‌است.
بازیکن در نقش وکلای مدافع مختلف بازی می‌کند از جمله Phoenix Wright با مربی وی Mia Fey پرونده‌ها را بررسی می‌کند و از دادخواست مشتریان خود دفاع می‌کند. آنها با بازجویی از شاهدان و یافتن ناسازگاری بین شهادت‌ها و شواهدی که جمع‌آوری کرده‌اند، حقیقت را پیدا می‌کنند. پرونده‌ها حداکثر سه روز طول می‌کشد، قاضی نتیجه را بر اساس شواهد ارائه شده توسط وکیل مدافع و دادستان تعیین می‌کند.
این مجموعه توسط نویسنده و کارگردان Shu Takumi ساخته شده‌است. او می‌خواست که این مجموعه پس از بازی سوم به پایان برسد، اما این کار ادامه یافت و برای نوشتن و کارگردانی برخی از عناوین اسپین آف بازگشت. نسخه‌های اصلی زبان ژاپنی در ژاپن روایت می‌شوند، اما بعد از بومی سازی برای عرضه در بازار غرب، این مجموعه در ایالات متحده (در درجه اول لس آنجلس) روایت می‌شود ولی نفوذ فرهنگی ژاپن را حفظ می‌کند. این مجموعه با استقبال خوب منتقدان از شخصیت‌ها و داستان روبرو شد؛ همچنین از نظر تجاری عملکرد خوبی داشته‌است، شرکت کپ کام از وکیل تک به عنوان یکی از قوی‌ترین مجموعه‌های فکری یاد می‌کند. همچنین این مجموعه به دلیل کمک به محبوب شدن رمان‌های تصویری در دنیای غرب شناخته شده‌است. تا ۳۱ مارس ۲۰۲۱، این سری ۸٫۱ میلیون واحد در سراسر جهان فروخته‌است.

## بازی‌ها
| ۲۰۰۱ | فینیکس رایت: وکیل تک                                   |
| ۲۰۰۲ | Phoenix Wright: Ace Attorney − Justice for All         |
| ۲۰۰۳ |                                                        |
| ۲۰۰۴ | Phoenix Wright: Ace Attorney − Trials and Tribulations |
| ۲۰۰۵ |                                                        |
| ۲۰۰۶ |                                                        |
| ۲۰۰۷ | Apollo Justice: Ace Attorney                           |
| ۲۰۰۸ |                                                        |
| ۲۰۰۹ | Ace Attorney Investigations: Miles Edgeworth           |
| ۲۰۱۰ |                                                        |
| ۲۰۱۱ | Ace Attorney Investigations 2                          |
| ۲۰۱۲ | Phoenix Wright: Ace Attorney Trilogy                   |
| ۲۰۱۲ | Professor Layton vs. Phoenix Wright: Ace Attorney      |
| ۲۰۱۳ | Phoenix Wright: Ace Attorney − Dual Destinies          |
| ۲۰۱۴ |                                                        |
| ۲۰۱۵ | The Great Ace Attorney: Adventures                     |
| ۲۰۱۶ | Phoenix Wright: Ace Attorney − Spirit of Justice       |
| ۲۰۱۷ | The Great Ace Attorney 2: Resolve                      |
| ۲۰۱۸ |                                                        |
| ۲۰۱۹ |                                                        |
| ۲۰۲۰ |                                                        |
| ۲۰۲۱ | The Great Ace Attorney Chronicles                      |

سری وکیل تک با بازی فینیکس رایت: وکیل تک برای کنسول گیم بوی ادونس در سال ۲۰۰۱ در ژاپن آغاز شد و با عرضه نسخه نینتندو دی‌اس در ۲۰۰۵ در غرب نیز منتشر شد. این مجموعه در حال حاضر شامل شش بازی سری اصلی و پنج بازی اسپین آف است. علاوه بر این، دو عنوان که شامل سه بازی اصلی هستند نیز منتشر شده: Phoenix Wright: Ace Attorney Trilogy HD، که برای آی‌اواس و اندروید در ۲۰۱۲ در ژاپن و برای آی‌اواس در ۲۰۱۳ در غرب منتشر شد. Phoenix Wright: Ace Attorney Trilogy, که در سال ۲۰۱۴ برای نینتندو ۳دی‌اس، و برای پلی‌استیشن ۴، اکس‌باکس وان، نینتندو سوئیچ و مایکروسافت ویندوز در سال ۲۰۱۹ منتشر شد.

### بازی‌های اصلی
- فینیکس رایت: وکیل تک اولین ورودی در این مجموعه است. در اصل برای گیم بوی ادونس در سال ۲۰۰۱ در ژاپن منتشر شد؛ همچنین برای نینتندو دی‌اس در سال 2005 , مایکروسافت ویندوز در سال ۲۰۰۸، و وی و آی‌اواس در سال ۲۰۰۹ عرضه شده‌است.
- Phoenix Wright: Ace Attorney − Justice for All در ابتدا برای گیم بوی ادونس در سال ۲۰۰۲ در ژاپن منتشر شد؛ همچنین برای نینتندو دی‌اس در سال 2006 , مایکروسافت ویندوز در سال 2008, وی در سال 2010, و آی‌اواس در سال ۲۰۱۲ عرضه شده‌است.
- Phoenix Wright: Ace Attorney − Trials and Tribulations در ابتدا برای گیم بوی ادونس در سال ۲۰۰۴ در ژاپن منتشر شد؛ همچنین در سال ۲۰۰۶ برای مایکروسافت ویندوز، نینتندو دی‌اس در سال 2007, و وی در سال ۲۰۱۰ منتشر شده‌است.
- Apollo Justice: Ace Attorney برای نینتندو دی‌اس در سال ۲۰۰۷ در ژاپن منتشر شد و در سال ۲۰۰۸ در غرب، برای آی‌اواس و اندروید در سال 2016, و برای نینتندو دی‌اس در سال ۲۰۱۷ نیز منتشر شد.
- Phoenix Wright: Ace Attorney − Dual Destinies در ابتدا برای نینتندو دی‌اس در سال ۲۰۱۳ در ژاپن، آمریکای شمالی و اروپا منتشر شد. در خارج از ژاپن، فقط به صورت نسخه دیجیتالی منتشر شد. همچنین در سال ۲۰۱۴ برای آی‌اواس، و اندروید در سال ۲۰۱۷ منتشر شده‌است.
- Phoenix Wright: Ace Attorney − Spirit of Justice برای نینتندو دی‌اس در سال ۲۰۱۶ در ژاپن، آمریکای شمالی و اروپا منتشر شد. مانند نسخه Dual Destinies، در خارج از ژاپن فقط به صورت نسخه دیجیتالی منتشر شد. در سال ۲۰۱۷ برای آی‌اواس و اندروید نیز منتشر شد.

### اسپین آف

#### مجموعه Ace Attorney Investigations
- Ace Attorney Investigations: Miles Edgeworth اولین ورودی در مجموعه اسپین آف Investigations است. برای نینتندو دی‌اس در سال ۲۰۰۹ در ژاپن عرضه شد و در سال ۲۰۱۰ در غرب؛ همچنین در سال ۲۰۱۷ برای اندروید و آی‌اواس منتشر شده‌است.
- Ace Attorney Investigations 2 دومین ورودی در مجموعه Investigations است. بازی برای نینتندو دی‌اس در سال ۲۰۱۱ در ژاپن منتشر شد؛ همچنین در سال ۲۰۱۷ برای اندروید و آی‌اواس منتشر شده‌است. این بازی در غرب منتشر نشد و تنها بازی این مجموعه است که ترجمه رسمی ندارد.

#### مجموعه The Great Ace Attorney
- The Great Ace Attorney: Adventures اولین ورودی در مجموعه The Great Ace Attorney است. این بازی برای نینتندو دی‌اس در سال ۲۰۱۵ در ژاپن منتشر شد؛ همچنین در سال ۲۰۱۷ برای اندروید و آی‌اواس در ژاپن نیز منتشر شده‌است.
- The Great Ace Attorney 2: Resolve دومین ورودی در مجموعه The Great Ace Attorney است. این بازی برای نینتندو دی‌اس در سال ۲۰۱۷ در ژاپن منتشر شد؛ همچنین در سال ۲۰۱۸ برای اندروید و آی‌اواس در ژاپن نیز منتشر شده‌است.
  - The Great Ace Attorney Chronicles مجموعه ای از دو عنوان Adventures و Resolve است که در ژوئیه ۲۰۲۱ برای نینتندو سوئیچ، پلی‌استیشن ۴ و مایکروسافت ویندوز منتشر می‌شود. این اولین بار است که هر دو بازی به‌طور رسمی در خارج از ژاپن در دسترس هستند.